# Wang Tung-sing
Wang Tung-sing (tradiční čínština: 汪東興, zjednodušená čínština: 汪东兴, pchin-jin: Wāng Dōngxìng; leden 1916 – 21. srpen 2015) byl čínský vojenský velitel a politik. Byl známý především svoji loajalitou k Mao Ce-tungovi a byl též klíčovou postavou při zatčení ,,Bandy čtyř”. Wang také zastával mnoho důležitých pozic. V letech 1947–1976 byl vedoucím osobních strážců Mao Ce-tunga a po jeho smrti působil jako místopředseda Komunistické strany Číny v letech 1977-1980.

## Život

### Mládí a vstup do komunistické strany
Wang Tung-sing se narodil v jižní provincii Ťiang-si a pocházel z chudé rolnické rodiny. V červnu 1932 jako šestnáctiletý mladík vstoupil do Rudé armády Komunistické strany Číny, kterou následoval i na Dlouhém pochodu (1935–1936) do Jen-anu v provincii Šen-si, který se stal novou základnou komunistů.

### Šéf bezpečnosti Mao Ce-tunga
Po konci druhé čínsko-japonské války znovu vypukla v Číně občanská válka mezi nacionalisty a komunisty v čele s Čankajškem. Wang byl přidělen ke speciální jednotce osobních strážců Maa (1947–1976). Prohlásil "Pokud mi předseda nařídí, počkám zde na nepřítele”, a tak po komunistickém vítězství v roce 1949 byla jeho loajalita odměněna a Wang získal nejen vedoucí místo v bezpečnostním aparátu, ale zaujal i místo v úředním sekretariátu strany. V roce 1955 se stal náměstkem ministra veřejné bezpečnosti. I po Maově smrti zůstal Wang jeho podporovatelem a vždy navštěvoval mauzoleum na náměstí Nebeského klidu s květinami k Maovým narozeninám. V roce 2010 vydal Wang své paměti, ve kterých popsal Maa jako „muže neobvyklé velikosti v čínských a světových dějinách“ a také jako postavu „s nesrovnatelnou revoluční odvahou“.

### Banda čtyř
V říjnu 1976, necelý měsíc po smrti Maa, hrál Wang hlavní roli při zadržení „gangu čtyř“, skupině blízkých konzervativních spojenců Maa vedených jeho vdovou Ťiang Čching. Na rozkazy od Chua Kuo-fenga shromáždil skupinu důvěryhodných důstojníků a přiměl je, aby složili přísahu loajality a tajemství. Nařídil jim, aby „stříleli, aby zabili“, pokud by došlo k ozbrojenému odporu. Poté, co byla Ťiang Čching, Čang Čchun-čchia, Wang Chung-wen a Jao Wen-jüan nalákáni na setkání v Čung-nan-chaj, byli velmi rychle zatčeni. U předsedy Chua Kuo-fenga byl Wang prominentní a byl tak jmenován místopředsedou strany a jedním z pěti členů stálého výboru Politbyra.

### Konec politické kariéry a pozdější roky
Wang Tung-sing i Chua Kuo-feng byli postupně překonáni Teng Siao-pchingem, a proto na počátku 80. let byli zbaveni všech svých důležitých vládních a stranických funkcí. Avšak jako gesto pro Wangovu roli osobního ochránce Maa a také jako signál, že už nebudou političtí nepřátelé pronásledováni, byl Wang zvolen do poslední alternativní pozice ústředního výboru KS Číny na 12. sjezdu v roce 1982. V pozdějších letech se o Wangovi moc neslyšelo, ale v roce 2011 si údajně stěžoval na to, že čínský socialismus je na ústupu a že jsou nyní všichni „fixováni na získávání peněz“. Žádný současný čínský politický vůdce by se neodvážil takto hovořit, ale Wang zůstal oddaný své rané víře a prohlásil se až do konce „loajálním vojákem předsedy Maa“. Wang zemřel 21. srpna 2015 v Pekingu ve věku 99 let.